# Laccophilus incrassatus
Laccophilus incrassatus är en skalbaggsart som beskrevs av Gschwendtner 1933. Laccophilus incrassatus ingår i släktet Laccophilus och familjen dykare. Inga underarter finns listade i Catalogue of Life.